# Pupi Avati
Pupi Avati, född 3 november 1938 i Bologna, Italien, italiensk filmregissör, filmproducent och manusförfattare.

## Filmografi
- La casa dalle finestre che ridono (1976)
- Zeder (1983)
- Regalo di Natale (1986)
- The Mysterious Enchanter (1996)
- The Hideout (2007)